# 川原橋
川原橋（かわはらはし）は、福島県須賀川市にある道路橋である。

## 概要
- 全長：49.0m
  - 主径間：24.5m
- 幅員：6.5(12.0)m
- 形式：2径間鋼連続鈑桁橋
- 竣工：2000年度

須賀川市西部の一級水系阿武隈川水系釈迦堂川支流の江花川を渡り、国道118号を通す。北詰は江花字屋敷、南詰は江花字河原に位置する。橋上は上下対向2車線で供用され、上り線側に幅員3.5mの歩道が設置されている。

## 沿革
- 1936年 - 先代の橋梁が架けられる。
  - 全長：40m
    - 主径間：10m

  - 幅員：5m
  - 形式：4径間RC桁橋[1]
- 1954年11月11日 - 現行道路法のもとで当橋梁を含む路線が主要地方道白河猪苗代線に指定される。
- 1975年4月1日 - 当橋梁を含む路線が国道294号に指定される。
- 2000年度 - 現在の橋梁が竣工する。

従来の国道118号と国道294号の交点であった江花集落内部を迂回する各国道バイパス建設に伴い、国道118号の橋梁として竣工する。総工費は1億7500万円。従来とは異なり橋の南側で国道118号と国道294号が接続する。旧橋梁の下流側に架けられた。南詰は旧道との分岐点となっているが、旧橋梁が撤去されているため江花集落中心部へは抜けられず、橋北詰より入らねばならない。